# Steve McMichael
Stephen Douglas McMichael (17 de outubro de 1957 – 23 de abril de 2025), apelidado de "Mongo", foi um jogador de futebol americano que atuou na posição de defensive tackle por quinze temporadas na National Football League (NFL), principalmente pelo Chicago Bears. Ele jogou futebol americano universitário pelos Texas Longhorns e foi draftado pelo New England Patriots em 1980. Em 8 de fevereiro de 2024, McMichael foi oficialmente induzido no Pro Football Hall of Fame.
Em 2021, ele foi diagnosticado com esclerose lateral amiotrófica (ELA). Em 23 de abril de 2025, McMichael foi transferido para cuidados paliativos, conforme confirmação de sua porta-voz, Betsy Shepherd. Após a transição para cuidados paliativos, McMichael faleceu no mesmo dia, aos 67 anos.